# Anna Hägg-Sjöquist
Anna Hägg-Sjöquist, född 1960 i Mellerud, är ordförande för Svenska Röda Korset.

## Biografi
Anna Hägg-Sjöquist växte upp i Mellerud, Dalsland och flyttade därefter till Stockholm. Hon engagerade sig tidigt i Röda Korsets Ungdomsförbund. Hon fortsatte sedan som folkrättshandläggare på Svenska Röda Korset. Hon har därefter bland annat arbetat som biståndshandläggare på internationella programavdelningen, varit chef för frivilligt socialt arbete och ansvarat för Internationella Röda Korsets andra globala fredskonferens. Under sex år arbetade hon med återvändande chilenska flyktingar på plats i Chile. Därefter flyttade hon till Sudan med familjen och engagerade sig i Sudanesiska Röda Halvmånens arbete som frivillig.

## Karriär
- 1997 utsågs hon till Plan International Sveriges första generalsekreterare med uppdrag att etablera organisationen i Sverige. Plan Sverige och TV4 genomförde i samarbete en årlig insamlingsgala, Faddergalan, under åren 1998 till 2009. Sida, EU, Postkodslotteriet och Radiohjälpen blev andra samarbetspartners som fortsatt bidrar till Plan Sveriges verksamhet.
- 2000-2016 var hon VD i Plan produktion & försäljnings AB, ett mediabolag som producerade rörligt material för TV och digitala plattformar.
- 2008-2011 var hon ordförande i Frivilligorganisationernas Insamlingsråd, Swedish Fundraising Council (numera Giva Sverige), en gemensam branschorganisation med cirka 160 svenska insamlingsorganisationer som medlemmar.
- 2012-2016 var hon ledamot i Plan International’s Global Leadership Team
- Augusti 2020-juni 2021 jobbade hon som generalsekreterare för Svenska FN-förbundet.

I maj 2021 valdes hon som ordförande för Svenska Röda Korset, en del av en världsomspännande organisation vars nationella rödakors- och rödahalvmåneföreningar finns i 192 länder. Hela 14 miljoner volontärer deltar i det globala arbetet för att förhindra och lindra lidande var helst det uppstår och vem det än drabbar. I Sverige har organisationen 102 500 medlemmar, 26 000 volontärer och 97 381 månadsgivare.